# Солонцовский (Верхнедонской район)
Солонцовский — хутор в Верхнедонском районе Ростовской области.
Административный центр Солонцовского сельского поселения.

## География
Хутор Солонцовский расположен на берегах реки Песковатки.
На хуторе имеется одна улица: Солонцовская.

## Население
| 1989 | 2002 | 2010 |
| ---- | ---- | ---- |
| 357  | ↘317 | ↘263 |

### Известные люди
Уроженец хутора — Щепкин, Алексей Иванович — Герой Советского Союза. Его имя носила пионерская дружина Солонцовской школы.

## История
По состоянию на 1915 год хутор Солонцовский значился в составе станицы Казанской, а сама станица и её хутора соответственно были уже в составе Донецкого округа. 
1 января 1918 года они вошли в состав Верхнедонского округа. Согласно постановлению от 12 декабря 1922 года Казанскую волость объединили с Шумилинской волостью, центром была станица Казанская. 10 мая 1923 года решением Донской областной административной комиссии было образовано 12 сельсоветов, среди них Солонцовский. Известно, что он продолжал свою работу в 1925 году,  1927 году и в 1931 году. Осенью 1934 года были созданы Верхнедонский и Мигулинский районы, в состав Верхнедонского района вошёл сельсовет Солонцовский. 
В 1963 году в состав хутора включен хутор Белогорский. 
Одно из основных направлений деятельности жителей хутора Солонцовское – земледелие. Здесь выращивают ячмень, просо, озимую пшеницу, гречиху, подсолнечник и многолетние травы. Среди других направлений развито животноводство. Многие жители хутора ловят рыбу в близлежащей реке. Около реки расположена территория леса, в котором водятся зайцы, дикие кабаны, лоси, бобры, лисы.
На праздник Крещения Господня на территории хутора Солонцовский в месте, где бьёт родник, собираются местные жители. Считается, что вода из родника обладает целительными свойствами, из-за чего хутор попал в областную программу по развитию туризма.

## Достопримечательности
Территория Ростовской области была заселена ещё в эпоху неолита. Люди, живущие на древних стоянках и поселениях у рек, занимались в основном собирательством и рыболовством. Степь для скотоводов всех времён была бескрайним пастбищем для домашнего рогатого скота. От тех времён осталось множество курганов с захоронениями  жителей этих мест. Курганы и курганные группы находятся на государственной охране.
Поблизости от территории хутора Солонцовского Верхнедонского района расположено несколько достопримечательностей – памятников археологии. Они охраняются в соответствии с Федеральным законом от 25.06.2002 N 73-ФЗ "Об объектах культурного наследия (памятниках истории и культуры) народов Российской Федерации", Областным законом от 22.10.2004 N 178-ЗС "Об объектах культурного наследия (памятниках истории и культуры) в Ростовской области", Постановлением Главы администрации РО от 21.02.97 N 51 о принятии на государственную охрану памятников истории и культуры Ростовской области и мерах по их охране и др. 
- Курганная группа  "Мутилинский VI" (2 кургана). Находится на расстоянии около 3,5 км к северо-западу от хутора Солонцовского.
- Курган   "Мутилинский IV". Находится на расстоянии около 3,4 км к северо-западу от хутора Солонцовского.
- Курган  "Мутилинский V". Находится на расстоянии около 4,2 км к северо-западу от хутора Солонцовского.
- Курганная группа  "Липовый VII"  (2 кургана). Находится на расстоянии около 5,5 км к северу от хутора Солонцовского.
- Курганная группа   "Липовый VIII"  (4 кургана). Находится на расстоянии около 5,4 км к северу от хутора Солонцовского[6].